# もしぼくが
『もしぼくが』は、日本の楽曲。作詞：谷川俊太郎、作曲：服部公一、歌：旗照夫。
1962年4月 - 5月、NHKの『みんなのうた』で紹介。谷川と服部が『みんなのうた』のために書き下ろした作品。子供の夢を歌った歌で、1番では「火星に草を植え、牛を育てる」、2番では「土星を引っ張って、アイスクリームにする」とファンタジーな内容だが、3番では「偉くなくても勉強して月へ行く」「月に鏡を付けて地球の顔を映し、怒った顔をやめさせる」という内容となる。これは当時アポロ計画が進行中であり、更にキューバ危機で冷戦がピークだったため、将来の月旅行と国際平和を願った内容と思われる。
長らく再放送はされてこなかったが、みんなのうた発掘プロジェクトにより音声が発掘されNHKラジオ第二放送にて初回放送から55年後の2017年6月 - 7月に初めて再放送された。また、映像は見つかっていないが、水星社から発売された楽譜集「NHKみんなのうた 2」に譜面と、中原収一制作のアニメーション映像の一部が収録されている。